# Paul Di’Anno

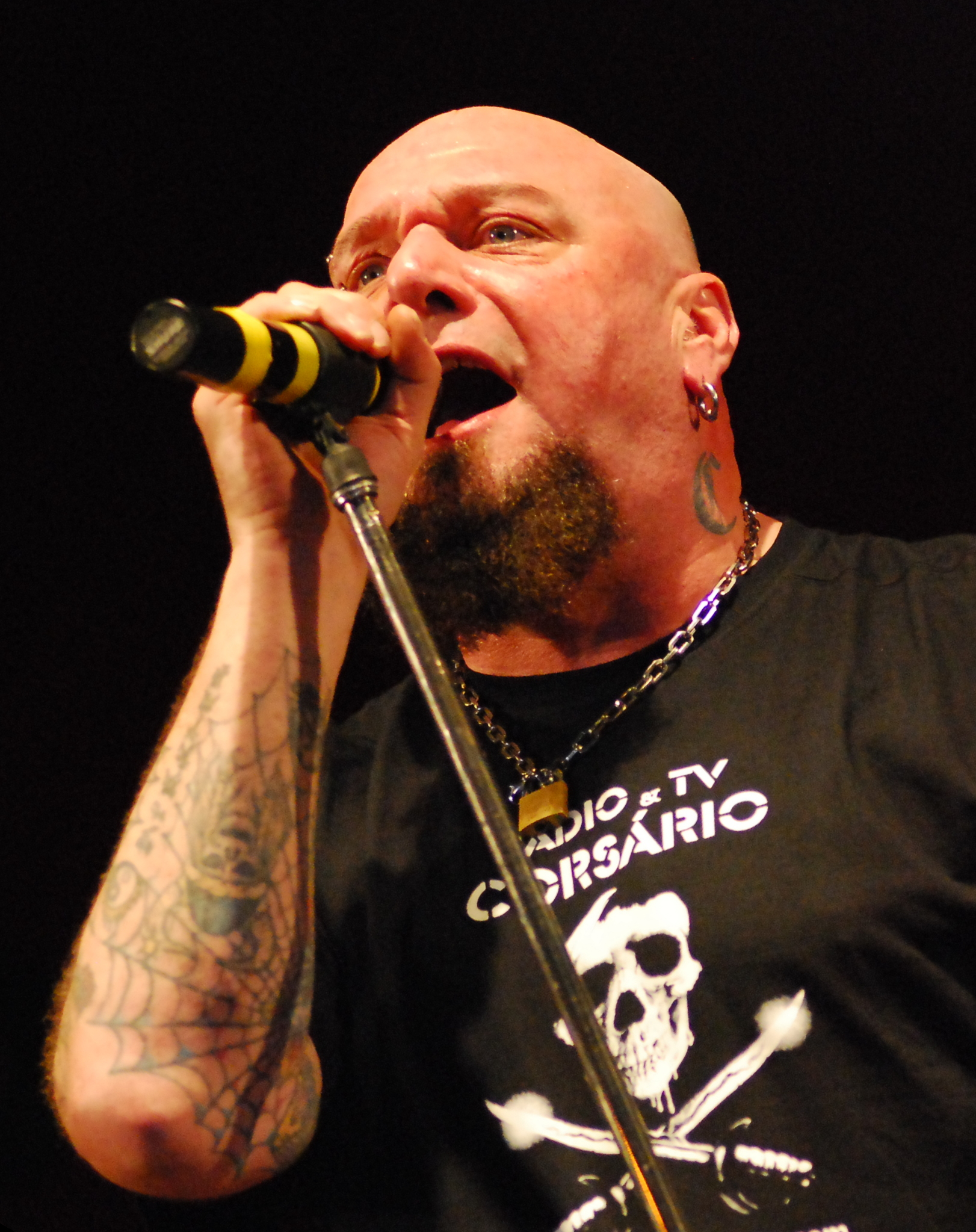
Paul Di’Anno (2008)

Paul Di’Anno (* 17. Mai 1958 in Chingford als Paul Andrews; † 21. Oktober 2024 in Salisbury) war ein britischer Heavy-Metal-Sänger. Er war von 1977 bis 1981 Sänger der Band Iron Maiden. Wegen Missbrauchs von Alkohol und anderen Drogen wurde er Ende 1981 durch Bruce Dickinson ersetzt. Mit seiner Solokarriere konnte er an diesen frühen Erfolg nicht mehr anknüpfen.

## Biografie

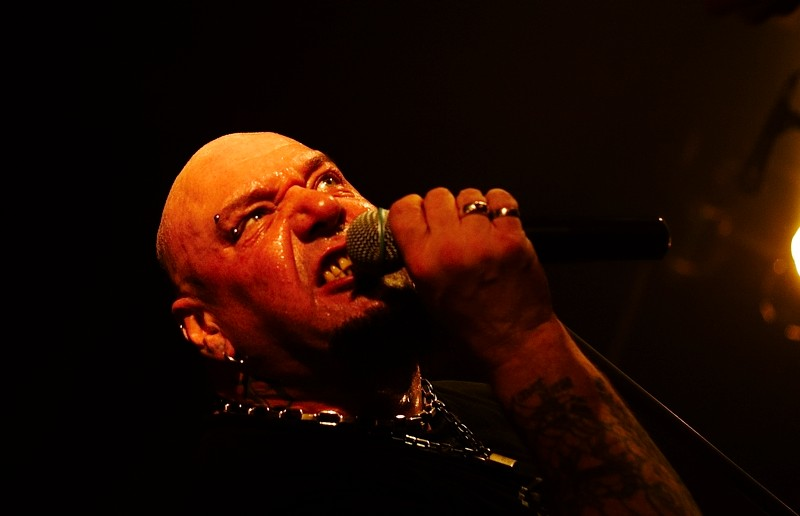
Paul Di’Anno (2006)

Paul Di’Anno wuchs als Sohn einer italienischen Migrantenfamilie in Chingford als eines von acht Geschwistern auf. Nach dem Tod seines Vaters zog die Familie ins East End von London, wo seine Mutter erneut heiratete. Di’Anno begann sich schon recht früh für Musik, insbesondere Rock und Punk, zu interessieren und sang in zahlreichen lokalen Punkbands. 1978 spielte er mit seiner Pubrock-Band Rock Candy in London, als ihn Steve Harris entdeckte und zu Iron Maiden holte. Er ist auf allen früheren Maiden-Veröffentlichungen bis zum Album Killers zu hören. Am Songwriting beteiligte er sich jedoch nur bei den Liedern Running Free, Remember Tomorrow, Killers und Sanctuary, da die meisten Lieder bereits vor seinem Einstieg entstanden waren. Nach einer 113 Termine langen Konzerttournee traten erstmals Stimmprobleme auf, weswegen die Deutschland-Auftritte abgesagt werden mussten. Auch wegen seines oftmals problematischen Drogenkonsums und extremer Stimmungsschwankungen trennten sich Iron Maiden dann von Di’Anno. Dennoch trat er in der Video-Retrospektive 12 Wasted Years von 1987 für ein paar neu gedrehte Szenen noch einmal auf, um seine Zeit in der Band Revue passieren zu lassen.
Durch seine Tätigkeit bei Maiden hatte er sich einen Namen erarbeitet und gründete zunächst Lone Wolf, die jedoch in Konflikt mit einer namensgleichen Gruppe kamen. Er benannte die Gruppe darauf schlicht in DiAnno um, konnte sein Debütalbum aber erst 1984 veröffentlichen. Das AOR-Album floppte. 1985 löste sich die Gruppe auf. 1983 beteiligte er sich an dem japanischen All-Star-Projekt Honjoh Misako. Auf deren Debütalbum ist Di’Anno jedoch lediglich als Background-Sänger zu hören.
Anschließend heuerte er als Sänger bei Gogmagog an, wo neben dem ehemaligen Iron-Maiden-Schlagzeuger Clive Burr auch der spätere Iron-Maiden-Gitarrist Janick Gers mitwirkte. Später „lehnt[e] er jede Frage nach [der Band] mit den Worten «No Comment» strikt ab“. Die Gruppe war der Auftakt zu einer Reihe von nicht sehr erfolgreichen Projekten. Gogmagog sollte ein All-Star-Projekt zwischen Theater- und Rockband werden. Die Vorbereitungen verschlangen Millionenbeträge, bis auf eine Single (später ein begehrtes Sammlerstück) kam jedoch nie etwas zustande.
Danach gründete Di’Anno seine eigene Gruppe Battlezone, die in Amerika einige Achtungserfolge verbuchte und auf dem Dynamo Open Air 1986 auftrat. Die Gruppe existierte von 1986 bis 1988. Danach zog sich Di’Anno ins Privatleben zurück. 1990 bekam er ein Angebot von Praying Mantis für eine Japan-Tournee, die auch auf dem Album Live at Last dokumentiert wurde. Ebenfalls beteiligt war Ex-Iron-Maiden-Gitarrist Dennis Stratton. 1991 beteiligte er sich am Projekt All Stars von Lea Hart (Ex-Fastway), das einige NWoBHM-Musiker vereinte.
1992 startete er seine eigene Band Killers, deren Debüt-CD Murder One von der Fachpresse wohlwollend rezipiert wurde, deren Verkaufszahlen jedoch nicht die Erwartungen erfüllten. 1994 erschien das zweite Album Menace to Society, das als Pantera-Kopie abgetan wurde. So löste sich die Gruppe bereits 1995 nach einer Tour mit Metal Church auf.
Paul Di’Anno hatte auch mit dem ehemaligen Iron-Maiden-Gitarristen Dennis Stratton ein rockorientiertes Projekt namens The Original Iron Men, bei dem sich beide den Gesang teilten. In dieser Konstellation erschienen von 1995 bis 1996 zwei Alben.
In den nachfolgenden Jahren versuchte Di’Anno von seinem Gesangsposten bei Iron Maiden zu profitieren und beteiligte sich an zahlreichen Kompilationen, Tributalben und kurzzeitigen All-Star-Projekten. 1998 reanimierte er kurzzeitig Battlezone für ein Album, danach gab es immer wieder vereinzelte Reunionen mit seinen früheren Bands.
Nach 12 Wasted Years beteiligte sich Paul Di’Anno auch an der DVD The History of Iron Maiden, die 2004 erschien und die Geschichte der Band anhand mehrerer Interviews aller aktuellen und ehemaligen Mitglieder bis 1983 dokumentiert.
Di’Anno war verheiratet und hatte mehrere Kinder. Laut eigenen Aussagen brach er für seine Familie den Drogenkonsum ab. Im Jahr 2011 saß er für neun Monate im Gefängnis, da er mit einer vorgetäuschten Rückenerkrankung 45.000 britische Pfund erschlichen hatte. 2013 ging er auf Abschiedstour, um seine Karriere wegen anhaltender Knieprobleme zu beenden. Er revidierte den Abschied jedoch bald wieder.
2014 gründete er mit seiner Live Begleitband The Phantomz die Band Architects of Chaoz, die im Mai 2015 ihr Debütalbum The League of Shadows veröffentlichten, das vom Metal Hammer zum besten Debut Act 2015 nominiert wurde. Damit war er zum ersten Mal seit 15 Jahren wieder auf einem Album mit ausschließlich neuem Material zu hören. Zuvor wurde das ausschließlich für Plattenfirmen aufgenommene Demo Rejected in Mayhem zum Demo des Monats im Rock Hard-Magazin. Im gleichen Jahr trat er mit seiner Band beim Wacken Open Air Festival auf. Dieses Konzert konnte er aufgrund seiner immer wiederkehrenden Knieprobleme auch nur im Sitzen absolvieren.
Am 22. Mai 2022 besuchte Di’Anno ein Iron-Maiden-Konzert in Zagreb, Kroatien, da er sich dort zu diesem Zeitpunkt aufgrund einer stationären Behandlung aufhielt. Er sprach vor dem Konzert auch mit Steve Harris, zu dem das Verhältnis sich laut Di’Anno gebessert habe. Einen Tag zuvor trat er auch in Zagreb auf und spielte dort sein erstes Live-Konzert seit sieben Jahren. Das Konzert kostete keinen Eintritt und wurde von Regisseur Wes Orshoski, bekannt für den Film Lemmy, mitgefilmt und soll für eine spätere Dokumentation verwendet werden.
Di’Anno starb am 21. Oktober 2024 nach längerer Krankheit an einem Herzstillstand verursacht durch einen Riss des Herzbeutels, durch den Blut aus der Hauptschlagader eintrat. Er hatte in den letzten Jahren nach einer Knieoperation mit schweren gesundheitlichen Problemen zu kämpfen und war zuletzt auf einen Rollstuhl angewiesen. Nach einem Aufenthalt in Mexiko litt er zunächst an einer Lungenentzündung und vielen weiteren Infektionen danach.

## Sonstiges
- Paul Di’Anno war ab 1981 Mitglied der Hells Angels.[13]

## Diskografie

### Solo
- The Worlds First Iron Man (1997)
- As Hard as Iron (1997)
- Beyond the Maiden (Best of, 1999)
- The Masters (Best of, 1999)
- The Beast (Livealbum, 2001)
- The Beast in the East (DVD, 2003)
- The Classics (Best of, 2006)
- The Beast Arises (CD, 2014)
- The Book of the Beast (CD, 2024)
- In Memory Of (CD, 2025)

### Mit Iron Maiden
- The Soundhouse Tapes (EP, 1979)
- Iron Maiden (1980)
- Live!! + One (EP, 1980)
- Killers (1981)
- Live at the Rainbow (VHS, 1981)
- Maiden Japan (EP, 1981)
- The First Ten Years (VHS, 1990)
- From Here to Eternity (VHS, 1992)
- The Story So Far Part One (Boxset, 1995)
- Best of the Beast (1996)
- Eddie Head (Boxset, 1998)
- Eddie’s Archive (Boxset, 2002)
- The Early Days (DVD, 2004)

### Als Di’ Anno
- Di’ Anno (LP, 1984)
- Heartuser (Single, 1984)
- Flaming Heart (Single, 1984)
- Live at the Palace (VHS, 1984)
- Nomad (CD, 2000)
- Live at the Palace (DVD, 2005)
- The Living Dead (CD, 2006)

### Mit Gogmagog
- I Will Be There (EP, 1985)

### Mit Killers a.k.a. Paul Di’Anno & Killers
- Murder One (1992)
- South American Assault Live (1994)
- Menace to Society (1994)
- Live (1997)
- New Live & Rare (Kompilation)
- Killers Live at the Whiskey (2001)
- Screaming Blue Murder – The Very Best of Paul Di’Anno’s Killers (2002)

### Mit The Almighty Inbredz
- 1999: The Almighty Inbredz

### Mit Architects of Chaoz
- 2015: The League of Shadows

### Als Gastsänger
- Praying Mantis & Paul Dianno, Dennis Stratton: Live at Last (1990)
- English Steel: Start ’em young (1993, Song: “She goes down”)
- English Steel: Lucky Streak Vol. II (1994, Songs: “Danger”, “Dirty”)
- Aciarium: The Heavy Metal Superstars (1996)
- Re-Vision: Longevity (2001) (Song: “Larvae”)
- Spearfish: Back, for the Future (2003) (Song: “Justice In Ontario”)
- Destruction: Inventor of Evil (2005) (Song: “The Alliance of Hellhoundz”)
- Michael Schenker Group: Heavy Hitters (2005) (Song: “Hair Of The Dog”)
- Ira: Gloria Eterna (2008) (Song: “Marshall Lockjaw”)
- Mantra: Building: Hell (2010) (Song: “Master Of My Life”)
- Attick Demons: Atlantis (2011, Song: “Atlantis”)
- Legions Of Crows: Stab Me (2011) (Song: “Coventry Carol”)
- Så Jävla Metal: The History of Swedish Hard Rock and Heavy Metal (2011 Film) (Song: “Så Jävla Metal”)
- Wolfpakk: Wolfpakk (2011)[40] (Song: “The Crow”)
- Prassein Aloga: Midas Touch (2011, “See the Bodies” und “Flesh of Life”)[41]
- Layla Milou: Reborn (2012) (Song: “You Own Control”)
- Scelerata: The Sniper (2012) (Guest vocals, co-writing, composing)
- Rushmore: Kingdom Of Demons (2013)
- Red Dragon Cartel: Wasted (2014)
- Hollywood Monsters: Big Trouble (2014, bonus track: “Fuck you all”)
- Odium: The Science Of Dying (2014) (Song: “Die With Pride”)
- Maiden United: Remembrance (2015) (Song: “Prowler”)
- Mikael Fassberg: Lazy Sunday (2015)
- Coffee Overdrive: Rocket L(A)unch (2015) (Song: “To The Top”)
- United Artists Against Terrorism: Heroes (2016)
- Ibridoma: December (2016) (Song: “I’m a Bully”)
- Mikael Fassberg: All or Nothing (2017)
- AirForce (UK): Black Box Recordings Volume 2 (2018) (Song: “Sniper”)

### Als Sänger aufTributealben
- 666 The Number One Beast (Iron Maiden Tribute) (1999)
- 666 The Number One Beast Volume 2 (Iron Maiden Tribute) (1999)
- The Maiden Years (Iron Maiden Tribute) (2000)
- Gimme all your Top (ZZ Top Tribute) (2000)
- The Boys are back (Thin Lizzy Tribute) (2000)
- Only UFO can rock me (UFO Tribute) (2001)
- Another Hair of the Dog (Nazareth Tribute) (2001)
- Numbers from the Beast – An All Stars Tribute to Iron Maiden (2005)
- World’s Greatest Metal – Tribute to Led Zeppelin (2006)
- An ’80s Metal Tribute to Van Halen (2006)

### Als Sänger auf Samplern
- Kaizoku (1989, Song: „Danger on the Street II“)
- Hard ’n’ Heavy Rock (2001, Song: „Lights Out“)
- Rock Hard Hard Rock (1994, Songs: „No Repair“, „She goes down“)
- X-Mas: The Metal Way (1994, diverse Songs)
- All Stars Featuring The Best Of British Heavy Metal & Heavy Rock Musicians (1991, Song „She is danger“)
- Wacken Rocks (2001, Song: „Wrathchild (live)“)
- Metal Masters – Killers (2005, Song: „Killers“)
- Rock Hard – Das Festival (2007, Song: „Prowler (live)“)